# 눈물의 웨딩 드레스 (1991년 영화)
"눈물의 웨딩 드레스"(The Wedding Dress Of Tears)는 한국에서 제작된 이혁수 감독의 1991년 드라마 영화이다. 강리나 등이 주연으로 출연하였고 변석종 등이 제작에 참여하였다.

## 출연

### 주연
- 강리나
- 천은경

### 조연
- 천호진
- 민복기
- 정혜선

## 기타
- 원작자: 변장호
- 제작총지휘: 김진국
- 촬영부: 허문영
- 촬영부: 문용식
- 촬영부: 박효성
- 촬영부: 홍경표
- 촬영부: 강성하
- 조명: 차정남
- 조명부: 함형석
- 조명부: 이석환
- 조명부: 김태인
- 조명부: 김새근
- 녹음: 손인호
- 미술: 이명수
- 옵티컬: 윤종두
- 연출: 이혁수
- 색보정: 김승호
- 조연출: 강은주
- 디자인: 박미선
- 효과: 이재희